# Trêve de Tanggu

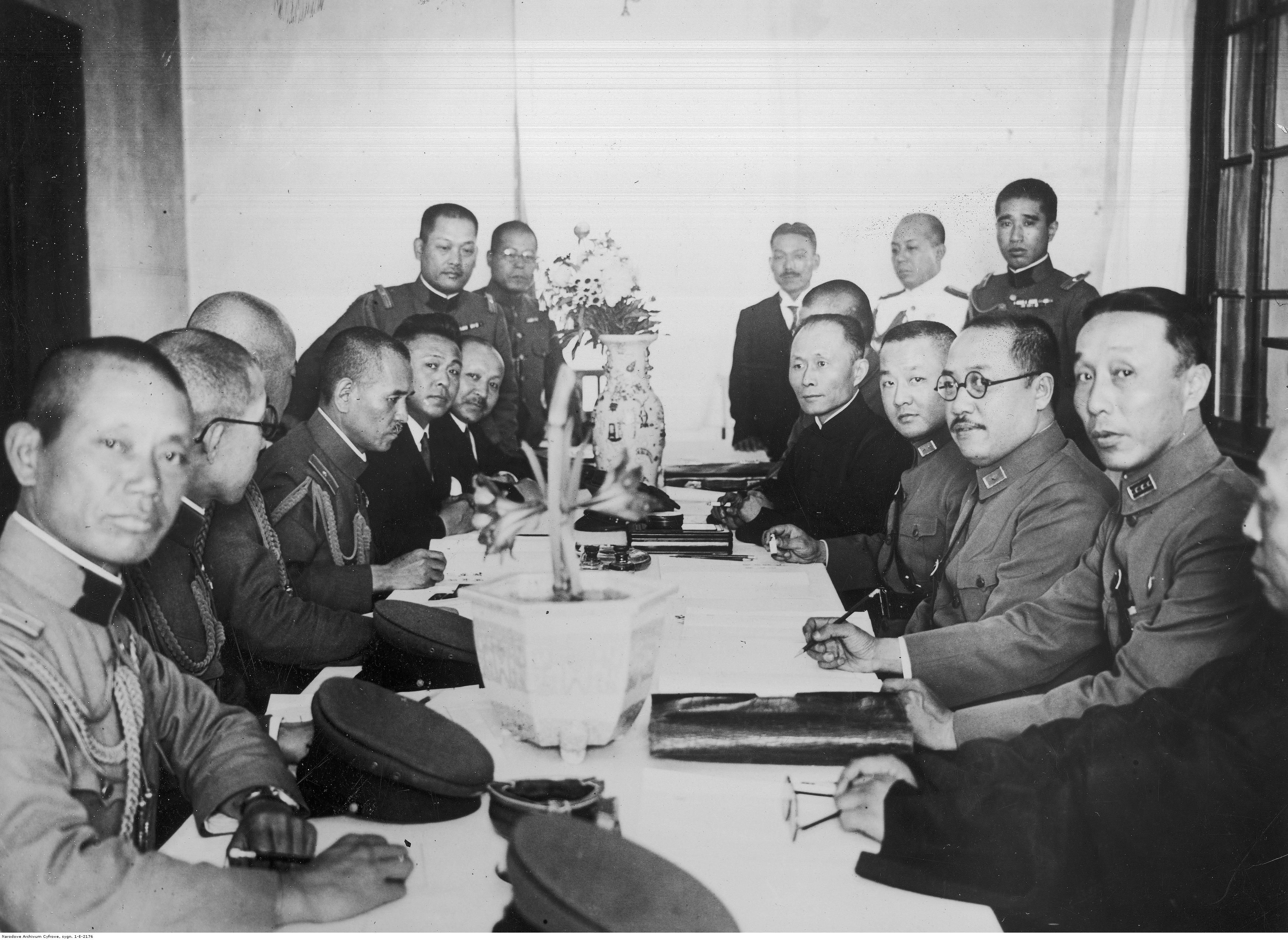
Les négociations de la trêve de Tanggu.

La trêve de Tanggu, parfois orthographiée trêve de Tangku (chinois simplifié : 塘沽協定, chinois traditionnel : 塘沽协定, pinyin : Tánggū Xiédìng, japonais : 塘沽協定, Tanku kyōtei), est un cessez-le-feu signé entre la Chine et l'empire du Japon dans le district de Tanggu à Tianjin le 31 mai 1933, mettant officiellement un terme à l'invasion japonaise de la Mandchourie commencée deux ans plus tôt.

## Contexte
Après l'incident de Mukden du 18 septembre 1931, l'armée japonaise du Guandong envahi la Mandchourie et, en février 1932, prend le contrôle de la région entière. Le dernier empereur de la dynastie Qing, Puyi, qui vit en exil dans les concessions étrangères de Tientsin, est convaincu par les Japonais d'accepter le trône du nouvel empire du Mandchoukouo, qui reste sous le contrôle de l'armée impériale japonaise. En janvier 1933, dans le but de sécuriser les frontières sud du Mandchoukouo, une force commune japonaise et mandchoue envahi la province de Rehe et, après la conquête de la région en mars, repousse les armées chinoises restantes au-delà de la Grande Muraille dans la province du Hebei.
Les puissances occidentales condamnent les actions du Japon mais ne prennent aucune autre mesure. Lorsque la société des Nations demande que le Japon arrête ses hostilités, les Japonais se retirent de l'organisation le 27 mars 1933.
Suivant l'ordre explicite de l'empereur Hirohito (qui voulait une fin rapide au conflit en Chine) de ne pas aller au-delà de la Grande Muraille, les Japonais stoppent leur offensive en mai 1933.

## Négociations
Le 22 mai 1933, les représentants chinois et japonais se rencontrent pour négocier une fin au conflit. Les demandes japonaises sont particulièrement sévères : une zone démilitarisée est étendue jusqu'à cent kilomètres au sud de la Grande Muraille, de Pékin à Tianjin, avec la Grande Muraille elle-même sous contrôle japonais. Les unités régulières du Kuomintang ne sont pas autorisées à pénétrer dans la zone, alors que les Japonais peuvent utiliser la reconnaissance aérienne et des unités terrestres pour s'assurer que l'interdiction chinoise est respectée. L'ordre public au sein de la zone est maintenue par un corps de préservation de la paix dans la zone démilitarisée (en) légèrement armé.
Deux clauses secrètes excluent les armées de volontaires anti-japonaises du corps de préservation de la paix et statut que les disputes ne pouvant pas être résolues par le corps seront solutionnées par un accord entre les gouvernements japonais et chinois.
Ayant perdu tous les engagements majeurs et des territoires importants, et avec un gouvernement chinois mené par Tchiang Kaï-chek plus préoccupé à combattre le parti communiste chinois que les Japonais, les représentants chinois acceptent toutes les demandes. En outre, la nouvelle zone démilitarisée couvre une large partie des territoires restants du seigneur de guerre mandchou discrédité Zhang Xueliang.

## Conséquences

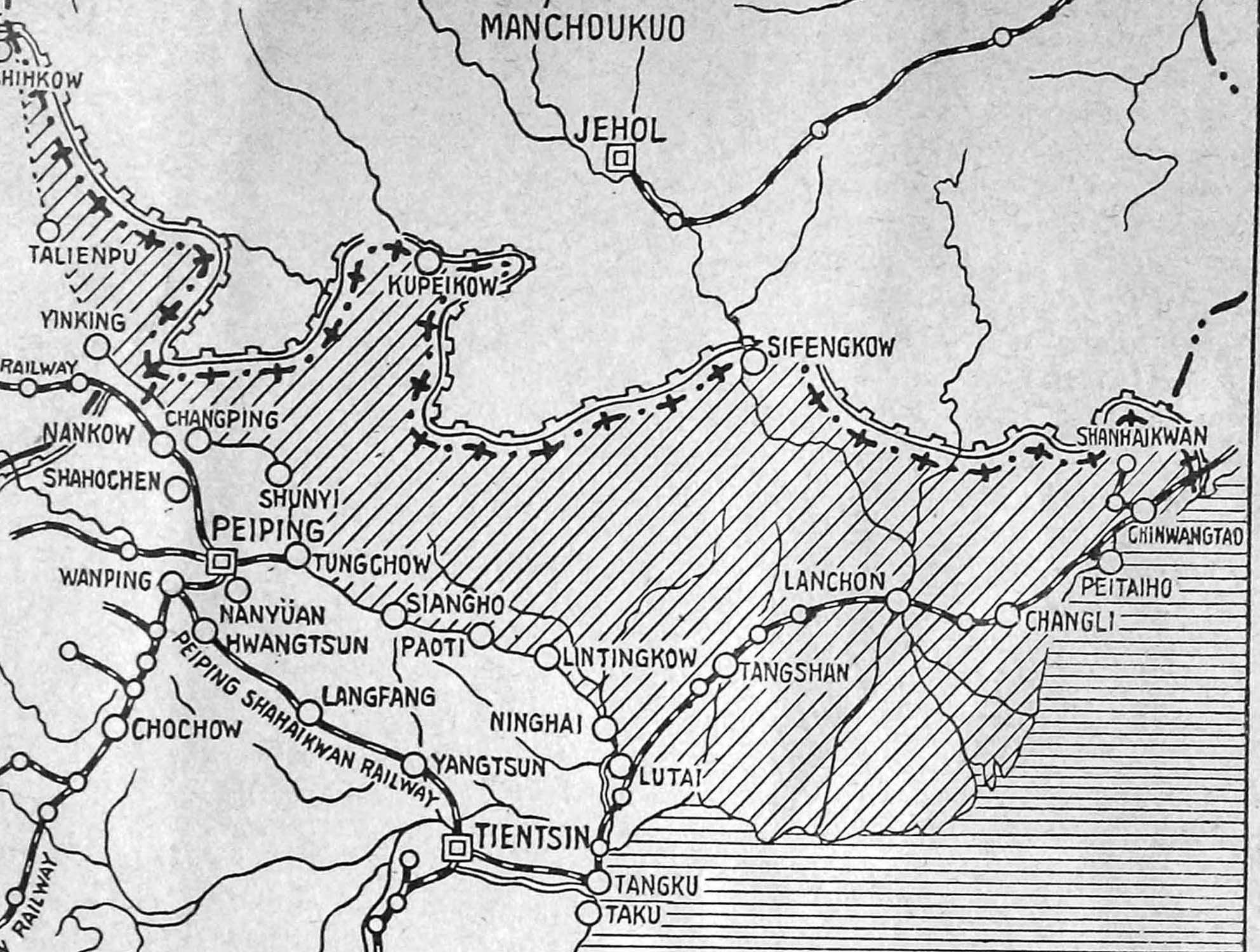
Zone démilitarisée créée par la trêve de Tanggu.

La trêve de Tanggu se solde par la reconnaissance de l'existence de facto du Mandchoukouo par le gouvernement du Kuomingtang et la perte de la province de Rehe. Elle établit une fin temporaire aux combats entre la Chine et le Japon pendant une courte période et les relations entre les deux pays en sortent améliorées. Le 17 mai 1935, la légation japonaise en Chine est élevée au statut d'ambassade et, le 10 juin 1935, l'accord de He-Umezu donnera le contrôle de facto de toute la province du Hebei encore chinoise au Conseil Autonome du Hebei Oriental. La trêve de Tanggu donne du temps à Tchiang Kaï-chek pour consolider ses forces et concentrer ses efforts contre le parti communiste chinois, au détriment de la situation en Chine du nord. L'opinion publique chinoise est cependant hostile aux termes de la trêve trop favorables au Japon et trop humiliants pour la Chine. Bien que la trêve établisse une zone tampon démilitarisée, les ambitions territoriales japonaises en Chine restent toujours d'actualité, et le cessez-le-feu est le seul répit jusqu'à la reprise des hostilités en 1937 avec le déclenchement de la seconde guerre sino-japonaise.

## Source de la traduction
- (en) Cet article est partiellement ou en totalité issu de l’article de Wikipédia en anglais intitulé « Tanggu Truce » (voir la liste des auteurs).